# Arkagyij Tyimofejevics Avercsenko
Avercsenko, Arkagyij Tyimofejevics (Арка́дий Тимофе́евич Аве́рченко; Szevasztopol, 1880. március 27. – Prága, 1925. március 12.) orosz író, humorista, dramaturg, színikritikus, lapszerkesztő.

## Életpályája
Középpolgári családba született a Fekete-tenger partján lévő Szevasztopol kikötővárosában. Apja kereskedő, édesanyja egy katonatiszt lánya. Gyenge egészsége és szemproblémái miatt rendszeres oktatásban nem részesült. 
15 évesen állt munkába szülővárosában: alig egy évig írnok, majd 4 évig Brjanka városában (napjainkban Kelet-Ukrajna) irodista, a Donyeck-medence bányavidékén. 1901 táján Harkovba irányítják, itt jelenik meg 1903 őszén első elbeszélése egy helyi lapban. 1906-ban kezd élclapokat szerkeszteni (Stik – Szurony, ill. Mecs – Kard): 1907-től gyakorlatilag ő írja tele, különféle álnevek alatt. Irodai munkáját elhanyagolja, állásából elbocsátják. 1907-08 fordulóján Szentpétervárra utazik (egy sajtóvétség okán kiszabott és meg nem fizetett 500 rubeles bírság elől). 
Pétervárott (mely akkor Oroszország fővárosa) kezdetben jelentéktelen lapoknak dolgozik, az egyikből kiváló fiatal társaság saját orgánumot alapít 1908-ban: a Szatyirikon titkára és utóbb főszerkesztője Avercsenko lesz (1908–1913), utóbb a Novij Szatyirikont szerkeszti (Új Szatirikon, 1913–1918). Munkássága itt teljesedik ki, ezen időszak alatt jelennek meg legjobb humoros elbeszélései, a lap pedig rendkívüli népszerűségre tesz szert. Az ország számos pontján állítják színpadra műveit. Nem egyszer bírósági ügy kerekedik a lap politikai irányvonala okán, ám ez csak fokozza népszerűségét. 
1911-12-ben szerkesztőségi barátaival kétszer is külföldi utazáson vesz részt: az élményanyagból, akárcsak életének megannyi momentumából, könyv születik (A Szatyirikonisták expedíciója Nyugat-Európában). Mindeközben több álnéven élénk színikritikusi tevékenységet is kifejt. 
1918 nyarán a bolsevik kormányzat betiltja lapját, akárcsak a többi ellenzéki orgánumot: a szerkesztőség egésze nem szimpatizál az új szovjethatalommal. Hogy hazajusson Szevasztopolba, küszködéssel teli út következik, át a fél országon. A Krím-félszigetet ekkor a Fehér Hadsereg tartja megszállva. 
1919 nyarától egy helyi lapban (Jug – Dél) dolgozik, agitációs cikkeket ír a Fehérek érdekében. 1920 őszén a Vörös Hadsereg elfoglalja a Krímet. Avercsenko az egyik utolsó gőzhajóval hagyja el örökre Oroszországot, és első lépésben Isztambulba menekül.
1910-17 között mintegy 40 kötete jelent meg Pétervárott, az emigrációban még tucatnyi: Párizsban, Isztambulban, Zágrábban, Berlinben, Varsóban, s élete utolsó évében még kettő Prágában.
1922 tavaszán Szófián és Belgrádon át Prágába utazik, ahol egy szállodában lakik, a Vencel téren. 1925 januárjában egy szemoperációt követően állapota rosszabbodik. Márciusban, 45 évesen hunyt el egy prágai klinikán, az Olšany temetőben helyezték végső nyugalomra.

## Főbb művei
Lásd személyi bibliográfiáját (orosz nyelvű). 

## Magyarul
- A tükör lelke; ford. Pajzs Elemér; Herczka, Bp., 1918
- Figurák; ford. Roboz Andor; Athenaeum, Bp., 1921
- Vlagyimir Ivanovics Nyemirovics-Dancsenko: Az énekesnő és a toreador. Regény / Avercsenko: Novellák; ford. Róna István; Tolnai Világlapja, Bp., 1925 (Tolnai regénytára)
- Patkány a tálcán. Elbeszélések; ford. Bratka László et al.; Európa, Bp., 1987 (Vidám könyvek)
- A nők sem angyalok; ford. Menyhárd Sebestyén; Hungária, Bp., 1943 (Pöttyös könyvek)
- Figurák; ford. Roboz Andor; Eri, Bp., 2005

## Fordítás
- Ez a szócikk részben vagy egészben  a(z)   Аверченко, Аркадий Тимофеевич című orosz Wikipédia-szócikk fordításán alapul.  Az eredeti cikk szerkesztőit annak laptörténete sorolja fel. Ez a jelzés csupán a megfogalmazás eredetét és a szerzői jogokat jelzi, nem szolgál a cikkben szereplő információk forrásmegjelöléseként.